# Ptochophyle hyalotypa
Ptochophyle hyalotypa là một loài bướm đêm trong họ Geometridae.